# Ostermunzel
Ostermunzel ist ein Ortsteil von Barsinghausen und befindet sich im Calenberger Land in der Region Hannover.

## Geografie
Ostermunzel liegt 15 km von Hannover, 10 km vom Deister und 15 km vom Steinhuder Meer entfernt.

## Geschichte
Der Ort Ostermunzel wird erstmals urkundlich im Jahr 1221 als „Hostermunsle“ erwähnt. Vermutlich handelt es sich um eine Aussiedlung des benachbarten heutigen Groß Munzels. Der Ort bestand anfangs nur aus Halb- und Viertelmeierhöfen. Die Geschichte des Dorfes weist keine Lehns- oder Gutsherren auf. In den Anfangszeiten des Dorfes wurde dieses noch Ostermunzeloh genannt.
Am 1. März 1974 wurde Ostermunzel in die Stadt Barsinghausen eingegliedert.
2013 wurde nördlich des Ortes der Findling Koloss von Ostermunzel von einem Landwirt beim Pflügen entdeckt. Dabei handelt es sich um einen Gneis, der in der Saale-Eiszeit vor rund 200.000 bis 250.000 Jahren aus Skandinavien an seinen Fundort transportiert wurde.

## Politik

### Stadtrat und Bürgermeister
Ostermunzel wird auf kommunaler Ebene von dem Rat der Stadt Barsinghausen vertreten.

### Wappen
Der Entwurf des Wappens von Ostermunzel stammt von dem in Gadenstedt geborenen und später in Hannover lebenden Heraldiker und Grafiker Alfred Brecht, der schon die Wappen von Aligse, Bantorf, Barrigsen und vielen anderen Ortschaften im Landkreis Hannover entworfen hat. Die Genehmigung des Wappens wurde am 25. August 1960 durch den Regierungspräsidenten in Hannover erteilt.
| Wappen von Ostermunzel | Blasonierung: „Schild halb gespalten und geteilt; oben in Rot und Silber je ein Sparren in verwechselten Farben, unten in Gold ein blaues Hufeisen.“ |
| Wappen von Ostermunzel | Wappenbegründung: Die beiden Sparren in verwechselten Farben geben den Buchstaben „M“ für Munzel im Ortsnamen wieder. Das Hufeisen im Wappen bringt die Unabhängigkeit von Guts- und Lehnsherren zum Ausdruck, denn der Ort ist durch die Tatkraft der nach Meierrecht wirtschaftenden Bauern zur Blüte gebracht, die seit der Mitte des 19. Jahrhunderts, als die Gefälle, Lasten und Zehnten abgelöst worden sind, ihre Höfe als Eigentum vererbten. Die Sparren finden sich als Anlehnung im Wappen des Nachbarortes Groß Munzel wieder. |

## Kultur und Sehenswürdigkeiten

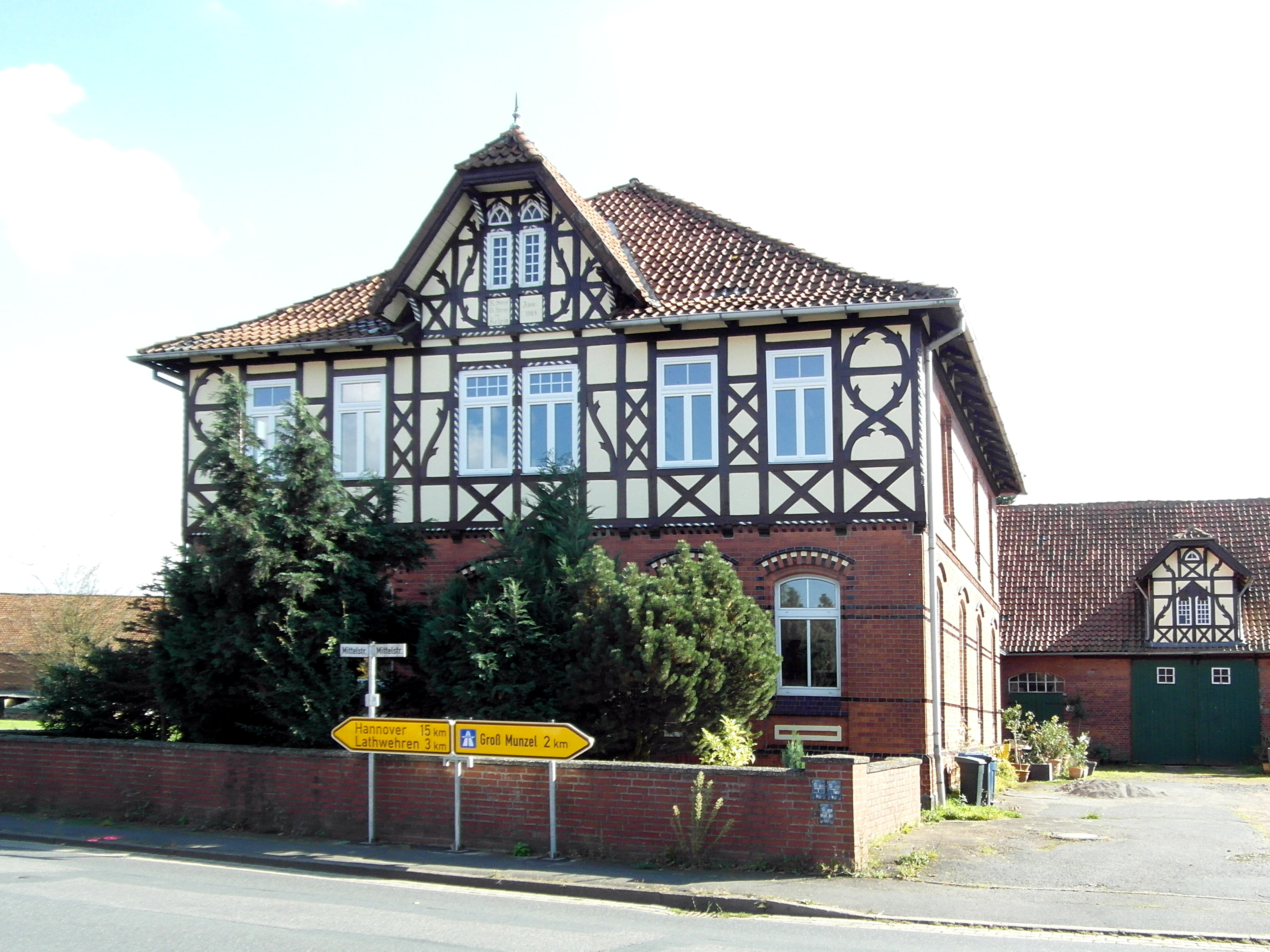
Bauernhof in Ostermunzel an der Kreisstraße K251

Siehe  Liste der Baudenkmale in Ostermunzel

## Wirtschaft und Infrastruktur
Der Ort liegt in der Nähe der Bundesautobahn 2 und der Bundesstraße 65, außerdem gibt es eine Busanbindung nach Hannover, Barsinghausen und Wunstorf.
Die im Jahr 1934 gegründete Freiwillige Feuerwehr Ostermunzel wurde im Jahr 2014 aus Personalmangel aufgelöst. Brandschutz und Hilfeleistungen werden durch die verbliebenen Ortsfeuerwehren des Löschbezirks Groß Munzel gewährleistet.